# Lijst van planetoïden in de baan van Venus
Dit is een lijst van Planetoïden in de baan van Venus.
- (1566) Icarus
- (1862) Apollo
- (1864) Daedalus
- (1865) Cerberus
- (1981) Midas
- (2063) Bacchus
- (2100) Ra-Shalom
- (2101) Adonis
- (2201) Oljato
- (2212) Hephaistos
- (2340) Hathor
- (3200) Phaethon
- (3360) 1981 VA
- (3362) Khufu
- (3554) Amun
- (3753) Cruithne
- (3838) Epona
- (4034) 1986 PA
- (4183) Cuno
- (4197) 1982 TA
- (4341) Poseidon
- (4450) Pan
- (4581) Asclepius
- (4769) Castalia
- (4953) 1990 MU
- (5131) 1990 BG
- (5143) Heracles
- (5381) Sekhmet
- (5590) 1990 VA
- (5604) 1992 FE
- (5660) 1974 MA
- (5693) 1993 EA
- (5786) Talos
- (5828) 1991 AM
- (6037) 1988 EG
- (6063) Jason
- (6239) Minos
- (8035) 1992 TB
- (8176) 1991 WA
- (8507) 1991 CB1
- (9162) 1987 OA
- (9202) 1993 PB
- (10145) 1994 CK1
- (10165) 1995 BL2
- (11500) 1989 UR
- (16816) 1997 UF9
- (16960) 1998 QS52
- (17182) 1999 VU
- (22753) 1998 WT
- (24443) 2000 OG
- (26379) 1999 HZ1
- (30997) 1995 UO5
- (31662) 1999 HP11
- (33342) 1998 WT24
- (36284) 2000 DM8
- (37655) Illapa
- (38086) 1999 JB
- (40267) 1999 GJ4
- (41429) 2000 GE2
- (52750) 1998 KK17
- (55532) 2001 WG2
- (65679) 1989 UQ
- (65733) 1993 PC
- (65909) 1998 FH12
- (66063) 1998 RO1
- (66146) 1998 TU3
- (66253) 1999 GT3
- (66391) Moshup
- (66400) 1999 LT7
- (67381) 2000 OL8
- (68347) 2001 KB67
- (68348) 2001 LO7
- (68950) 2002 QF15
- (69230) Hermes
- (85182) 1991 AQ
- (85713) 1998 SS49
- (85770) 1998 UP1
- (85953) 1999 FK21
- (85989) 1999 JD6
- (85990) 1999 JV6
- (86450) 2000 CK33
- (86667) 2000 FO10
- (86829) 2000 GR146
- (86878) 2000 HD24
- (87025) 2000 JT66
- (87309) 2000 QP
- (87684) 2000 SY2
- (88213) 2001 AF2
- (88254) 2001 FM129
- (89958) 2002 LY45
- (90367) 2003 LC5